# 馬西亞斯灣
64°54′S 63°1′W / 64.900°S 63.017°W
馬西亞斯灣（英語：Mascías Cove），是南極洲的海灣，位於葛拉漢地西岸，處於班克山以東，由比利時探險隊繪入地圖，該海灣現時由南極條約體系管理。